# Abierto Mexicano Telcel 2015
Abierto Mexicano Telcel 2015 — професійний тенісний турнір, що проходив на відкритих кортах з твердим покриттям Fairmont Acapulco Princess в Акапулько (Мексика). Це був 22-й за ліком серед чоловіків і 15-й - серед жінок. Належав до Туру ATP 2015 і Туру WTA 2015. Тривав з 23 до 28 лютого 2015 року.

## Призові очки і гроші

### Розподіл очок
| Дисципліна                 | П   | Ф   | ПФ  | ЧФ | 1/8 | 1/16 | Q   | Q3  | Q2  | Q1  |
| Одиночний розряд, чоловіки | 500 | 300 | 180 | 90 | 45  | 0    | 20  | 10  | 0   | Н/Д |
| Парний розряд, чоловіки    | 500 | 300 | 180 | 90 | Н/Д | Н/Д  | 20  | 0   | 0   | Н/Д |
| Одиночний розряд, жінки    | 280 | 180 | 110 | 60 | 30  | 1    | 18  | 14  | 10  | 1   |
| Парний розряд, жінки       | 280 | 180 | 110 | 60 | 1   | Н/Д  | Н/Д | Н/Д | Н/Д | Н/Д |

### Розподіл призових грошей
| Дисципліна                 | П        | Ф        | ПФ      | ЧФ      | 1/8     | 1/161  | Q3     | Q2     | Q1   |
| Одиночний розряд, чоловіки | $343,000 | $154,620 | $73,240 | $35,340 | $18,020 | $9,910 | Н/Д    | $1,115 | $615 |
| Парний розряд, чоловіки *  | $101,310 | $45,710  | $21,550 | $10,420 | $5,350  | Н/Д    | Н/Д    | Н/Д    | Н/Д  |
| Одиночний розряд, жінки    | $43,000  | $21,400  | $11,300 | $5,900  | $3,310  | $1,925 | $1,005 | $730   | $530 |
| Парний розряд, жінки *     | $12,300  | $6,400   | $3,435  | $1,820  | $960    | Н/Д    | Н/Д    | Н/Д    | Н/Д  |

1 Кваліфаєри отримують і призові гроші 1/16 фіналу

* на пару

## Учасники основної сітки в рамках чоловічого турніру

### Сіяні учасники
| Країна    | Гравець              | Рейтинг1 | Сіяний |
| --------- | -------------------- | -------- | ------ |
| Японія    | Кей Нісікорі         | 5        | 1      |
| Іспанія   | Давид Феррер         | 9        | 2      |
| Болгарія  | Григор Димитров      | 10       | 3      |
| ПАР       | Кевін Андерсон       | 15       | 4      |
| Україна   | Олександр Долгополов | 24       | 5      |
| Хорватія  | Іво Карлович         | 29       | 6      |
| Колумбія  | Сантьяго Хіральдо    | 33       | 7      |
| Німеччина | Бенжамін Бекер       | 40       | 8      |

- 1 Рейтинг подано станом на 16 лютого 2015.

### Інші учасники
Нижче наведено учасників, які отримали вайлд-кард на участь в основній сітці:
- Кевін Андерсон
- Daniel Garza
- Сантьяго Хіральдо

Нижче наведено гравців, які пробились в основну сітку через стадію кваліфікації:
- Алехандро Гонсалес
- Раян Гаррісон
- Танасі Коккінакіс
- Остін Крайчек

### Відмовились від участі
До початку турніру
- Марин Чилич → його замінив  Віктор Троїцький
- Радек Штепанек → його замінив  Дастін Браун
- Янко Типсаревич → його замінив  Іван Додіг

### Знялись
- Дональд Янг (травма лівого ліктя)

## Учасники основної сітки в парному розряді

### Сіяні пари
| Країна   | Гравець               | Країна   | Гравець      | Рейтинг1 | Сіяний |
| -------- | --------------------- | -------- | ------------ | -------- | ------ |
| Хорватія | Іван Додіг            | Бразилія | Марсело Мело | 12       | 1      |
| Іспанія  | Марсель Гранольєрс    | Іспанія  | Марк Лопес   | 23       | 2      |
| Австрія  | Александер Пея        | Бразилія | Бруно Соарес | 24       | 3      |
| Колумбія | Хуан Себастьян Кабаль | Колумбія | Роберт Фара  | 39       | 4      |

- 1 Рейтинг подано станом на 16 лютого 2015.

### Інші учасники
Нижче наведено учасників, які отримали вайлд-кард на участь в основній сітці:
- Tigre Hank /  Manuel Sánchez
- César Ramírez /  Мігель Ангел Реєс-Варела

Нижче наведено пари, що пробились в основну сітку через стадію кваліфікації:
- Дастін Браун /  Тобіас Камке

## Учасниці основної сітки в рамках жіночого турніру

### Сіяні пари
| Країна     | Гравчиня           | Рейтинг1 | Сіяна |
| ---------- | ------------------ | -------- | ----- |
| Росія      | Марія Шарапова     | 2        | 1     |
| Італія     | Сара Еррані        | 16       | 2     |
| Франція    | Каролін Гарсія     | 30       | 3     |
| Румунія    | Ірина-Камелія Бегу | 34       | 4     |
| Швейцарія  | Тімеа Бачинскі     | 36       | 5     |
| Італія     | Роберта Вінчі      | 38       | 6     |
| США        | Слоун Стівенс      | 41       | 7     |
| США        | Медісон Бренгл     | 45       | 8     |
| Словаччина | Даніела Гантухова  | 47       | 9     |
| Хорватія   | Айла Томлянович    | 49       | 10    |

- 1 Рейтинг подано станом на 16 лютого 2015.

### Інші учасниці
Нижче наведено учасниць, які отримали вайлд-кард на участь в основній сітці:
- Марія Бузкова
- Ана Софія Санчес
- Марсела Сакаріас

Нижче наведено гравчинь, які пробились в основну сітку через стадію кваліфікації:
- Елена Богдан
- Луїза Чиріко
- Рішель Гогеркамп
- Луціє Градецька

Такі тенісистки потрапили в основну сітку як Щасливі лузери:
- Маріана дуке-Маріньйо
- Сесил Каратанчева

### Відмовились від участі
До початку турніру
- Ірина-Камелія Бегу (травма ребра) → її замінила  Маріана дуке-Маріньйо
- Яна Чепелова → її замінила  Шелбі Роджерс
- Даніела Гантухова (травма правої ступні) → її замінила  Сесил Каратанчева
- Медісон Кіз → її замінила  Кікі Бертенс
- Карін Кнапп → її замінила  Полона Герцог
- Крістіна Макгейл → її замінила  Юганна Ларссон
- Моніка Нікулеску → її замінила  Марія Тереса Торро Флор
- Алісон Ріск → її замінила  Медісон Бренгл
- Сільвія Солер Еспіноза → її замінила  Александра Крунич
- Ч Шуай → її замінила  Анна Кароліна Шмідлова

Під час турніру
- Марія Шарапова (вірус шлунка)

### Знялись
- Міряна Лучич-Бароні (вірусне захворювання)
- Роберта Вінчі (травма правого плеча)

## Учасниці основної сітки в парному розряді

### Сіяні пари
| Країна            | Гравчиня          | Країна  | Гравчиня                | Рейтинг1 | Сіяна |
| ----------------- | ----------------- | ------- | ----------------------- | -------- | ----- |
| Чехія             | Андреа Главачкова | Чехія   | Луціє Градецька         | 43       | 1     |
| Іспанія           | Лара Арруабаррена | Іспанія | Марія Тереса Торро Флор | 130      | 2     |
| Нідерланди        | Кікі Бертенс      | Швеція  | Юганна Ларссон          | 147      | 3     |
| Китайський Тайбей | Чжань Цзіньвей    | Франція | Лаура Торп              | 187      | 4     |

- 1 Рейтинг подано станом на 16 лютого 2015.

### Інші учасниці
Нижче наведено пари, які отримали вайлд-кард на участь в основній сітці:
- Кароліна Бетанкурт /  Адріана Гусман

### Знялись
- Лорен Девіс (left abdominal injury)

## Переможці та фіналісти

### Чоловіки. Одиночний розряд
- Давид Феррер —  Кей Нісікорі, 6–3, 7–5

### Одиночний розряд. Жінки
- Тімеа Бачинскі —  Каролін Гарсія, 6–3, 6–0

### Парний розряд. Чоловіки
- Іван Додіг /  Марсело Мело —  Маріуш Фирстенберг /  Сантьяго Гонсалес, 7–6(7–2), 5–7, [10–3]

### Парний розряд. Жінки
- Лара Арруабаррена /  Марія Тереса Торро Флор —  Андреа Главачкова /  Луціє Градецька, 7–6(7–2), 5–7, [13–11]